# بوفيكساماك
بوفيكساماك Bufexamac هو دواء يستخدم كعامل مضاد للالتهاب يطبق على الجلد كما يستخدم عن طريق المستقيم. إن للجلد وظائف حيوية هامة وذلك للمحافظة على الحالة الفيزيولوجية والحيوية الطبيعية للجسم في شكلها المثالي. وأهم وظائف الجلد هي: تنظيم حرارة الجسم. منع فقدان سوائل الجسم الهامة. المحافظة على عدم نفاذ المواد السامة إلى داخل الأنسجة. حماية الجسم من العوامل والمؤثرات المؤذية كالشمس والإشعاع. طرد المواد السامة عن طريق التعرق. دعم ميكانيكي والمحافظة على الأعضاء الداخلية للجسم.

## الاستخدام الطبي
تستخدم المراهم والمستحضرات التي تحتوي على بوفيكساماك لعلاج الاكزيما المزمنة والتهاب الجلد، بما في ذلك الاكزيما الاستشرائية، فضلا عن حروق الشمس وحروق طفيفة أخرى، والحكة. وتستخدم التحاميل التي تحتوي على بوفيكساماك في تركيبة مع أدوية التخدير الموضعي ضد البواسير.

## دوائيا
يعتقد أنه يعمل عن طريق تثبيط أنزيم السيكلواوكسيجيناز، وهذا من شأنه أن يجعله من الأدوية المضادة للالتهاب غير الستيرويدية. الأدلة على آلية العمل نادرة. وعلاوة على ذلك، تم تحديد البوفيكساماك على أنه مثبط انتقائي للهيستون دي أسيتيلاز النمط IIB ويرمز له اختصارا ( HDAC6 و HDAC10 ) ، وهذا ما يمكن أن يسهم في فعاليته السريرية. .
وعلاوة على ذلك، تم تحديد bufexamac كمانع معين من الطبقة IIB هيستون دي أسيتيلاز (HDAC6 وHDAC10)،

## التأثيرات الجانبية
يمكن أن يسبب التهاب جلد بالتماس شديد الذي غالبا ما يكون من الصعب تمييزها عن الحالة الأولية. نتيجة لذلك، أوصت وكالة الأدوية الأوروبية بسحب الموافقة على التسويق في نيسان 2010.

## المصدر
1. ↑  bufexamac، معهد المعلوماتية الحيوية الأوروبي، QID:Q902623
2. ↑  Bufexamac - Wikipedia, the free encyclopedia
3. ↑  Dinnendahl, V, Fricke, U, ed. (2010). Arzneistoff-Profile (بالألمانية) (23 ed.). Eschborn, Germany: Govi Pharmazeutischer Verlag. Vol. 2. ISBN:978-3-7741-9846-3.{{استشهاد بكتاب}}:  صيانة الاستشهاد: أسماء متعددة: قائمة المحررين (link)
4. ↑  Gloor, Max; Thoma, Karl; Fluhr, Joachim (2000). Dermatologische Externatherapie: Unter besonderer Berücksichtigung der Magistralrezeptur (بالألمانية). Springer. p. 349. ISBN:3-540-67174-9.
5. ↑  Bantscheff، Marcus؛ Hopf، Carsten؛ Savitski، Mikhail M؛ Dittmann، Antje؛ Grandi، Paola؛ Michon، Anne-Marie؛ Schlegl، Judith؛ Abraham، Yann؛ Becher، Isabelle؛ Bergamini، Giovanna؛ Boesche، Markus؛ Delling، Manja؛ Dümpelfeld، Birgit؛ Eberhard، Dirk؛ Huthmacher، Carola؛ Mathieson، Toby؛ Poeckel، Daniel؛ Reader، Valérie؛ Strunk، Katja؛ Sweetman، Gavain؛ Kruse، Ulrich؛ Neubauer، Gitte؛ Ramsden، Nigel G؛ Drewes، Gerard (2011). "Chemoproteomics profiling of HDAC inhibitors reveals selective targeting of HDAC complexes". Nature BioteFurthermore, bufexamac was identified as a specific inhibitor of class IIB histone deacetylases (HDAC6 and HDAC10),chnology. ج. 29 ع. 3: 255–65. DOI:10.1038/nbt.1759. PMID:21258344. مؤرشف من الأصل في 2011-08-06.
6. ↑  "Bufexamac: Ein Ekzemtherapeutikum, das selbst häufig allergische Kontaktekzeme hervorruft". Deutsches Ärzteblatt (بالألمانية) (47). 2000. Archived from the original on 2019-06-30.